# Ханамирян, Степан Акопович
Степан Акопович Ханамирян  (арм. Ստեփան Հակոբի Խանամիրյան; 19 ноября 1926, Ленинакан, Армянская ССР, СССР — 22 февраля 1975, Хмельницкий, Украинская ССР) — советский армянский военный деятель, генерал-майор.

## Биография
- 1926 19 ноября. Родился в городе  Ленинакан Армянской ССР в семье служащего.  Отец — Акоп Ханамирян (1902—1932), мать Тигрануи Ханамирян (1910—1973)
- 1944 Призван в ряды Вооруженных сил СССР. Направлен в Буйнакское пехотное училище
- 1945 Переведен в Бакинское пехотное училище
- 1946 Окончил Бакинское пехотное училище. Присвоено звание младший лейтенант. Назначен командиром пулеметного взвода 526-го полка 89-й гвардейской армянской Таманской стрелковой дивизии, Закавказский военный округ, г. Эчмиадзин
- 1949 Вступил в ряды КПСС
- 1952 Назначен командиром учебной роты 526-го полка 89-й гвардейской армянской Таманской стрелковой дивизии, Закавказский военный округ, г. Эчмиадзин
- 1956 В связи с расформированием национальных дивизий переведен в Канакер командиром роты.
- 1958 Направлен на учебу в Военную академию имени Фрунзе
- 1961 Назначен командиром мотострелкового батальона 255-го гвардейского Волгоградско-Корсуньского Краснознамённого мотострелкового полка 20-й танковой дивизии, Северная группа войск, Страхув, Польша
- 1964 Назначен заместителем командира 255-го гвардейского мотострелкового Волгоградско-Корсуньского Краснознамённого полка 20-й танковой дивизии, Северная группа войск, Страхув, Польша
- 1967, 16 января. Назначен командиром 16-го мотострелкового полка 6-й гвардейской мотострелковой Витебско-Новгородской дважды Краснознамённой дивизии, Северная группа войск, Борне-Сулиново, Польша
- 1967, 3 июля. Назначен командиром 331-го стрелкового полка ордена Кутузова, 96-й стрелковой Гомельской Краснознамённой ордена Суворова дивизии, Приволжский военный округ, г. Казань.
- 1969, 14 ноября. Назначен заместителем командира 23-й мотострелковой дивизии Краснознаменного Закавказского Военного округа, г. Кировабад
- 1971, август. Награждён Почетной грамотой Ставропольского крайкома КПСС — «За умелое руководство автомобильными подразделениями в период уборки урожая 1971 года»
- 1971, 25 октября. Награждён Грамотой Верховного Совета Казахской ССР — «За успешное выполнение правительственного задания по уборке урожая 1971 года»
- 1971, 6 декабря. Назначен командиром 17-й (40-й) гвардейской Енакиевско-Дунайской Краснознаменной ордена Суворова мотострелковой дивизии, Прикарпатский военный округ, г. Хмельницкий. Назначен начальником военного гарнизона города Хмельницкий.
- 1972 Избран членом Хмельницкого областного комитета КПСС
- 1973 12 июня. Избран депутатом Хмельницкого городского Совета Депутатов
- 1974 30 апреля. Назначен членом Государственной экзаменационной комиссии военной академии им. М. В. Фрунзе
- 1975 22 февраля. Скоропостижная смерть, г. Хмельницкий
- 1975 26 февраля. Похоронен в городском Пантеоне Еревана.

## Присвоение воинских званий
- младший лейтенант - 1946
- лейтенант - 1949
- старший лейтенант - 1952
- капитан - 1955
- майор - 7 июля 1961
- подполковник - 4 октября 1965
- полковник - 30 декабря 1970
- генерал-майор - 8 мая 1974

## Награды
- 1946, 20 января. медаль «За победу над Германией»
- 1948, 13 сентября. медаль «30 лет Советской Армии и Флота»
- 1955, 22 декабря. медаль «За боевые заслуги»
- 1960, 11 января. медаль «За безупречную службу» 2-й степени
- 1961, 28 марта. медаль «40 лет Вооруженных Сил СССР»
- 1965, 30 января. медаль «За безупречную службу» 1-й степени
- 1965, 28 августа. Медаль «Двадцать лет победы в Великой Отечественной войне 1941—1945 гг.»
- 1968, 19 февраля. медаль «50 лет Вооруженных Сил СССР»
- 1970, 15 апреля. Медаль «В ознаменование 100-летия со дня рождения Владимира Ильича Ленина» за воинскую доблесть
- 1971, 6 октября. медаль «За освоение целинных земель»
- 1971, 10 декабря. бронзовая медаль ВДНХ — «За достигнутые успехи в развитии народного хозяйства СССР»
- 1974, 9 сентября. Медаль «30 лет БНА»
- 1975, 21 февраля. Орден «За службу Родине в Вооружённых Силах СССР» 3-й степени

## Образование
- 1933—1944 средняя школа № 7 им. А. Акопяна гор. Ленинакан
- 1944 — поступил в Ереванский политехнический институт.
- 1944—1946 обучение в Буйнакском, затем Бакинском пехотном училище.
- 1947—1949. Учеба в Университете марксизма — ленинизма, г. Ереван
- 1958—1961 слушатель, Военная академия имени М. В. Фрунзе.
- 1969 — январь-март Высшие академические курсы командного состава при Военной академии им. М. В. Фрунзе

## Семья
Женат (жена Ханамирян /Маркарян/ Лена Саркисовна (21.07.1927 - 04.12.2019), двое детей (дочь — Галина, род. 03.01.1952, сын — Гагик, род. 22.02.1954).